# 底提耶

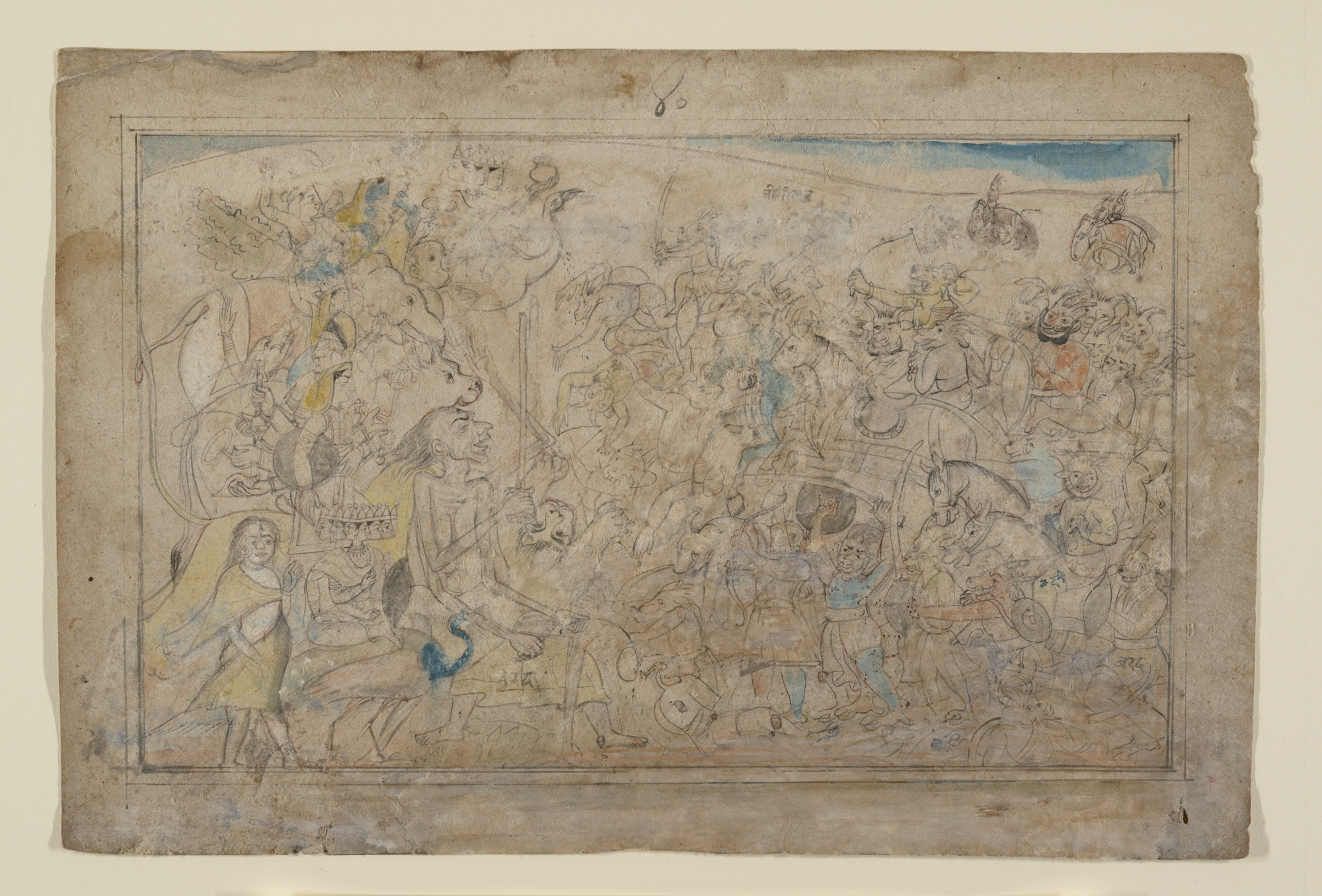
底提耶军队

底提耶（梵语：दैत्य）是印度教中与檀那婆同源的阿修罗神族。
他们是底提和迦叶波仙人的孩子。提婆是他们的同父异母兄弟，他们因嫉妒而与之抗争。 摩奴法論将底提耶归为善类，同时将它们置于比提婆更低的级别：
Tāpasā yatayo viprā ye ca vaimānikā gaṇāḥ
Nakṣatrāṇi ca daityāśca prathamā sāttvikī gatiḥ
林栖者、行者、婆罗门、乘飞车的众半神、月宿诸仙和底提耶，形成喜德所造成的初级——摩奴法典 第十二卷 48

## 底提耶列表
印度神话中部分著名的底提耶：
- 金床、金目、护利迦（英语：Holika） - 迦叶波和底提的两个儿子和女儿。
- 迦罗尼弥（英语：Kalanemi） - 金目之子。
- 安陀迦（英语：Andhaka） - 金目养子。
- 钵罗诃罗陀（英语：Prahlada）、僧诃罗陀、阿奴诃罗陀、尸毗、巴湿迦罗 - 金床五子。
- 辛悉迦（英语：Simhika） - 金床之女。
- 毗羚陀（英语：Vrinda） - 迦罗尼弥之女，水持之妻。
- 毗娄遮那（英语：Virocana）、贡跋（英语：Kumbha）、尼贡跋（英语：Nikumbha）  - 钵罗诃罗陀三子。
- Devamba - 毗娄遮那之妻。
- 阿底（英语：Adi_(asura)） - 安陀迦之子
- 钵利（英语：Mahabali） - 毗娄遮那之子。
- 钵那（英语：Banasura） - 钵利之子。
- 乌莎 - 钵那之女，阿尼娄陀（英语：Aniruddha）之妻。
- 尼婆多迦婆遮（英语：Nivatakavacha） - 迦叶波和底提的儿子